# Gubenischer Kreis
Der Gubenische Kreis (auch Gubenscher Kreis, Gubener Kreis oder Gubner Kreis) war ein Kreis in der böhmisch-sächsischen Niederlausitz, der sich im 15. Jahrhundert herausbildete und in dieser Form bzw. diesem Zuschnitt bis 1816 existierte. Hauptort des Kreises bzw. Kreisstadt war die Stadt Guben. Das ehemalige Kreisgebiet ist heute verteilt auf die brandenburgischen Landkreise Spree-Neiße und Oder-Spree sowie auf das Gebiet der polnischen Woiwodschaft Lebus. In der Kreisreform von 1816 wurde der Gubenische Kreis geteilt, in einen neu zugeschnittenen Kreis Guben und einen neuen Kreis Sorau. Diverse Enklaven benachbarter Kreise im Gubenischen Kreis bzw. Exklaven des Gubenischen Kreises in anderen Kreisen wurden jeweils den Kreisen zugeordnet in deren Kreisgebiet sie lagen. Kreisstadt des neu zugeschnittenen Restkreises blieb Guben, Kreisstadt des neuen Kreises Sorau wurde das namengebende Sorau (heute Żary, Woiwodschaft Lebus).

## Geschichte
Erste Ansätze einer Kreisbildung lassen sich in der Niederlausitz bereits im 14. und 15. Jahrhundert feststellen. Sie richteten sich nach der alten Weichbildverfassung, d. h. den Gerichtsbezirken der zur Standschaft berechtigten Städte in der Mark Lausitz. Diese Weichbilde waren aus dem allgemeinen Landrecht ausgeschiedene Bereiche. 1372 werden schon die Mannen genannt, die im Weichbild von Guben ansässig waren. 1411 werden die Mannen, Ritter und Knechte der Weichbilden Luckau, Calau, Guben, Sommerfeld und in der Krummen Spree genannt. In den Gerichten und Pflegen zu Guben heißt es 1449.
Im 17. Jahrhundert hatte sich in den Kreisen jeweils eine Kreisverwaltung herausgebildet, die seit 1634 einen (bzw. nur im Luckauischen und Gubenischen Kreis zwei) Landesälteste(n) wählte, und seit 1640 einen Landesdeputierten. In Guben und Luckau wurde zusätzlich zum Landesältesten aus dem Ritterstand ein Landesältester aus dem Bürgertum gewählt. Nach Römer erhielt im Jahr 1719 ein Landesältester aus dem Ritterstand im Luckauischen, Gubenischen und Calauischen Kreis im Jahr 200 Taler, im Krumspreeischen und Sprembergischen Kreis 260 Taler. Die Landesältesten aus dem Bürgertum der Städte Guben und Luckau erhielten dagegen nur 120 Taler.
Innerhalb des Gubenischen Kreises lagen konzentriert fünf flächenmäßig relativ große Herrschaften. Im Norden des Kreises lag das große Stiftsgebiet des Klosters Neuzelle. Das Gebiet der Stadt Guben war ebenfalls recht groß. Kleinere Gebiete nahmen die beiden Ämter, das Salzamt Guben und das Ordensamt Schenkendorf ein. Im Verhältnis zur großen Fläche waren die Gebiete der Ritterschaft vergleichsweise klein. Auch die Herrschaft Amtitz war eher klein. Im Süden lagen die großen Herrschaften Sorau, Pförten und Forst. Die Herrschaft Triebel war schon im 16. Jahrhundert mit der Herrschaft Sorau vereinigt worden. Auch die Herrschaften Forst und Pförten waren lange Zeiten in einer Hand vereinigt. In der Übersicht:
- Salzamt Guben (meist früherer Besitz des Benediktinerinnenklosters Guben)
- Stift Neuzelle (Kloster Neuzelle)
- Ordensamt Schenkendorf (Johanniterorden)
- Herrschaft Forst (direkter Besitz bzw. Kammergüter und verliehene Güter bzw. Vasallengüter)
- Herrschaft Pförten (direkter Besitz bzw. Kammergüter und verliehene Güter bzw. Vasallengüter)
- Herrschaft Sorau (direkter Besitz bzw. Kammergüter und verliehene Güter bzw. Vasallengüter)
- Herrschaft Triebel (direkter Besitz bzw. Kammergüter und verliehene Güter bzw. Vasallengüter)
- Herrschaft Amtitz (direkter Besitz bzw. Kammergüter und verliehene Güter bzw. Vasallengüter)
- Stadt Guben (alter Besitz, z. T. auch aus dem Besitz des Klosters Guben)
- Ritterschaft (alter Besitz, z. T. auch aus Verkäufen und Verpfändungen des Klosters Guben)
- (Benediktinerinnenkloster Guben) (das Kloster wurde 1563 de facto aufgehoben, der Klosterbesitz kam z. T. an die Ritterschaft, das Salzamt Guben oder die Stadt Guben)

Im Gebiet des Lübbenschen Kreises lagen die Gubenischen Exklaven Niewisch, Pieskow und Speichrow (die drei Wasserdörfer) sowie Trebitz und Ullersdorf und isoliert Mochlitz. Nur 2 km nordöstlich von Guben lag die kurbrandenburgische Enklave Germersdorf.
Im Gebiet des Gubenischen Kreises lagen im Südwesten mit Simmersdorf und Klein Bademeusel zwei Enklaven des Sprembergischen Kreises. Im Süden gehörten die im Kreisgebiet liegenden Dörfer Haasel und Zilmsdorf zur Standesherrschaft Muskau, die zur Oberlausitz gerechnet wurde. Im Osten reichte mit der zum Kurfürstentum Brandenburg gehörenden Stadt Sommerfeld ein tiefer Keil in das Kreisgebiet hinein.
Im Jahr 1793 bewertet eine Matrikel-Schrift den Wert des Kreises auf 125.258 Taler.

## Zugehörige Orte
nach Lehmann:
- Alt Forst (in der Stadt Forst (Lausitz) aufgegangen, Herrschaft Forst)
- Alt Gassen (Ritterschaft)
- Amtitz (Herrschaft Amtitz)
- Albrechtsdorf (Herrschaft Sorau, Vasallengut)
- Altwasser (Ritterschaft)
- Atterwasch (anteilig Stadt Guben, Ordensamt Schenkendorf)
- Aurith (Vorwerk, Stift Neuzelle)
- Bärenklau (Ritterschaft)
- Bahren (Herrschaft Forst)
- Bahro (Stift Neuzelle)
- Baudach (anteilig Ritterschaft, Kurfürstentum Brandenburg)
- Beesgen (Ritterschaft)
- Belkau (anteilig Herrschaft Sorau, Vasallengut und Stadt Sommerfeld)
- Benau (Herrschaft Sorau, Vasallengut, danach direkter Besitz der Herrschaft Sorau)
- Beitsch (1937 bis 1945 Beitzsch, Ritterschaft)
- Berge (Herrschaft Pförten)
- Bernsdorf (Herrschaft Pförten, Vasallengut)
- Berthelsdorf (Herrschaft Sorau, Vasallengut)
- Bethanie (Vorwerk, Kloster Guben, dann Salzamt Guben) (existiert nicht mehr)
- Billendorf (Herrschaft Sorau, Vasallengut)
- Birkenberge (Kloster Guben, dann Ritterschaft)
- Bomsdorf (Herrschaft Pförten, Vasallengut)
- Bohrau (Herrschaft Forst, Vasallengut)
- Bremsdorf (Stift Neuzelle)
- Bresinchen (Stift Neuzelle)
- Breslack (Stift Neuzelle)
- Brestau (Herrschaft Sorau, Vasallengut)
- Briesnig (bis 1937 Briesnigk, Herrschaft Forst, Vasallengut)
- Brinsdorf (Ritterschaft)
- Buchholz (Herrschaft Forst, Herrschaft Pförten)
- Buckoka (Herrschaft Triebel, Kammergut)
- Buderose (Ordensamt Schenkendorf?, Ritterschaft)
- Chöne (Vorwerk, Stadt Guben)
- Cholmen (Wüstung bei Guben)
- Coschen (Stift Neuzelle)
- Christianstadt (Stadt)
- Datten (Herrschaft Pförten, Vasallengut)
- Deulowitz (Kloster Guben, dann Ritterschaft)
- Diehlo (Stift Neuzelle)
- Dietrichsdorf (Wüstung bei Guben)
- Dobern (Ritterschaft, Rittergut mit Herrschaft Amtitz verbunden)
- Döbern (anteilig, Ritterschaft und Herrschaft Amtitz)
- Döbern (Herrschaft Forst, Vasallengut)
- Dolzig (Ritterschaft)
- Domsdorf (Herrschaft Forst, Vasallengut)
- Drahthammer (Herrschaft Pförten, Kammergut)
- Drehne (Ritterschaft)
- Droskau (Herrschaft Sorau, Kammergut)
- Dubrau (auch Adlig Dubrau, Herrschaft Sorau, Kammergut)
- Dubrau (auch Königlich Dubrau, Herrschaft Forst, Vasallengut)
- Eckartswalde (Herrschaft Sorau, Vasallengut)
- Einbecke (Vorwerk, Kloster Guben, dann Stadt Guben)
- Fürstenberg (Stadt, Stift Neuzelle)
- Erlenholz (Herrschaft Forst, Kammergut)
- Eulo (Herrschaft Forst, Vasallengut)
- Forst (Lausitz) (Sitz der Herrschaft Forst)
- Friedersdorf (Herrschaft Sorau, Vasallengut)
- Fünfeichen (Stift Neuzelle)
- Gablenz (anteilig kurbrandenburgische Herrschaft Sommerfeld, Ritterschaft)
- Gahry (anteilig, Ritterschaft, Cottbusischer Kreis des Kurfürstentum Brandenburg)
- Gassen (Stadt, Ritterschaft)
- Gebersdorf (Herrschaft Triebel, Kammergut)
- Gersdorf (Herrschaft Sorau, Vasallengut)
- Göhlen (Stift Neuzelle)
- Göttern (Herrschaft Amtitz)
- Goldbach (Herrschaft Sorau, Kammergut)
- Gosda II (Herrschaft Forst, Vasallengut)
- Grabig (Herrschaft Sorau, Kammergut)
- Grabko (Kloster Guben, danach Ritterschaft)
- Grabow (Herrschaft Sorau, Vasallengut)
- Grano (Herrschaft Pförten, Vasallengut)
- Grießen (Ordensamt Schenkendorf)
- Grocho (Herrschaft Pförten, Vasallengut)
- Grötzsch (Ritterschaft, mit Beitzsch verbunden)
- Groß Bademeusel (Herrschaft Forst, dann Herrschaft Pförten)
- Groß Bösitz (Kloster Guben, dann Ritterschaft)
- Groß Breesen (Anteil, Herrschaft Pförten, Vasallengut)
- Groß Drenzig (Stift Neuzelle)
- Groß Drewitz (Herrschaft Pförten, Vasallengut)
- Groß Gastrose (Ordensamt Schenkendorf)
- Groß Hennersdorf (Herrschaft Triebel, Kammergut)
- Groß Jamno (Herrschaft Forst, Vasallengut)
- Groß Kölzig (Herrschaft Forst, Vasallengut)
- Groß Särchen (anteilig Herrschaft Sorau, Herrschaft Muskau, später Herrschaft Sorau)
- Groß Schacksdorf (bis 1937 Tzschacksdorf bei Forst, Herrschaft Forst, Vasallengut)
- Grünhölzel (Herrschaft Sorau, Vasallengut)
- Grunewald (Ritterschaft)
- Guben (Kreisstadt, Immediatstadt)
- Gubinchen (Stadt Guben)
- Guhlen (Herrschaft Guhlen, Vasallengut)
- Gurkau (Herrschaft Sorau, Kammergut)
- Guschau (Herrschaft Sorau, Kammergut)
- Haaso (Kloster Guben, dann Salzamt)
- Helmsdorf (ursprünglich drei Vorwerke, erst 1820 Entstehung der drei Dörfer Ober-, Mittel- und Niederhelmsdorf, Herrschaft Pförten, Vasallengut)
- Henzendorf (Stift Neuzelle)
- Hermsdorf (Herrschaft Sorau, dann Augustinerkloster Sagan)
- Hörnichen (Wüstung bei Möbiskruge)
- Hoh Jeser (Herrschaft Pförten, Kammergut)
- Horno (Ritterschaft) (existiert nicht mehr)
- Jähnsdorf (Herrschaft Pförten, Kammergut)
- Jaulitz (Kloster Guben, dann Ritterschaft)
- Jehsen (Herrschaft Sorau, Vasallengut) (existiert nicht mehr)
- Jerischke (Herrschaft Forst, Vasallengut)
- Jeschkendorf (Herrschaft Sorau, Vasallengut)
- Jessen (Ritterschaft)
- Jeßmenau (Herrschaft Triebel, Kammergut)
- Jeßnitz (Ritterschaft)
- Jethe (Herrschaft Forst, Vasallengut)
- Jetschko (Kloster Guben, dann Ritterschaft)
- Jocksdorf (bis 1945 Jocksdorf bei Forst, Herrschaft Forst, Kammergut)
- Jocksdorf (bei Triebel, Herrschaft Forst, Kammergut)
- Jüritz (Ritterschaft)
- Kaaso (Ritterschaft)
- Kalke (Herrschaft Pförten, Vasallengut)
- Kalke (Herrschaft Triebel, Vasallengut)
- Kaltenborn (Kloster Guben, dann Stadt Guben)
- Kanig (Herrschaft Pförten, Vasallengut)
- Kemnitz (Herrschaft Pförten, Vasallengut)
- Kerkwitz (anteilig Cottbusischer Kreis des Kurfürstentums Brandenburg, Ordensamt Schenkendorf)
- Keune (bis 1937 Koyne, Herrschaft Forst, Vasallengut)
- Kieselwitz (Stift Neuzelle)
- Klein Bademeusel (Ritterschaft)
- Klein Drenzig (Stift Neuzelle, dann Ritterschaft)
- Klein Düben (Herrschaft Triebel, Vasallengut)
- Klein Gastrose (Ordensamt Schenkendorf)
- Klein Hennersdorf (Herrschaft Triebel, Kammergut)
- Klein Jamno (Herrschaft Forst, Kammergut)
- Klein Kölzig (Herrschaft Forst, Vasallengut)
- Klein Petersdorf (Herrschaft Sorau, Vasallengut)
- Klein Särchen (Herrschaft Triebel, Kammergut)
- Klostermühle (Kloster Guben, dann Stadt Guben)
- Kobbeln (Stift Neuzelle)
- Kohlo (Ritterschaft)
- Korkowitz (Wüstung bei Henzendorf)
- Kotsemke (Herrschaft Sorau, Vasallengut)
- Krayne (Herrschaft Pförten, Vasallengut)
- Kriebau (Herrschaft Sorau, Kammergut)
- Krohle (Herrschaft Triebel, Vasallengut)
- Küppern (Kloster Guben, danach Salzamt Guben)
- Kulm (Ritterschaft)
- Kummeltitz (Kloster Guben, dann Ritterschaft)
- Kummro (Stift Neuzelle)
- Kunzendorf (Herrschaft Sorau, Vasallengut)
- Kupferhammer (Stadt Guben)
- Kuschern (Stift Neuzelle)
- Laaso (Herrschaft Amtitz)
- Läsgen (Herrschaft Forst, Kammergut)
- Lahmo (Stift Neuzelle)
- Laubnitz (Herrschaft Sorau, Vasallengut)
- Lauschütz (Stift Neuzelle, Vasallengut)
- Lawitz (Stift Neuzelle)
- Legel (Herrschaft Sorau, Kammergut)
- Leipe (Herrschaft Pförten, Kammergut)
- Leuthen (anteilig, Herrschaft Pförten, Vasallengut, Oberamtsregierung, Herrschaft Sorau, Vasallengut)
- Liebesitz (Herrschaft Amtitz, danach Ritterschaft)
- Liebsgen (Herrschaft Sorau, Vasallengut)
- Liesegar (Herrschaft Sorau, Vasallengut)
- Linderode (Herrschaft Sorau, Vasallengut)
- Lohs (Herrschaft Sorau, Vasallengut)
- Lübbinchen (Herrschaft Pförten, Vasallengut)
- Mallnitz (Ritterschaft)
- Marienhain (Herrschaft Pförten, Kammergut)
- Markersdorf (Kloster Guben, danach Ritterschaft)
- Marsdorf (Herrschaft Sorau, Kammergut)
- Matzdorf (Ritterschaft)
- Mehlen (Kloster Guben, danach Ritterschaft)
- Meiersdorf (Herrschaft Sorau, Kammergut)
- Merke (Herrschaft Pförten, Vasallengut)
- Mildenau (Herrschaft Sorau, Vasallengut)
- Mochlitz (Stift Neuzelle, Vasallengut)
- Möbiskruge (Stift Neuzelle)
- Muckrow (Herrschaft Sorau, Vasallengut)
- Mückenberg (Stadt Guben)
- Mulknitz (Herrschaft Forst, Kammergut)
- Nablath (Herrschaft Pförten, Kammergut)
- Naundorf (Herrschaft Forst, Vasallengut)
- Neudörfel (Kloster Guben, danach Ritterschaft)
- Neuzelle (Kloster Neuzelle)
- Nieder Ullersdorf (Herrschaft Sorau, Vasallengut)
- Niemaschkleba (1935 bis 1945 Lindenhain, Stadt Guben)
- Nieder Jeser (Herrschaft Pförten, Vasallengut)
- Niemitzsch (Kloster Guben, danach Salzamt)
- Niewisch (Stift Neuzelle, Vasallengut, eines der drei Wasserdörfer)
- Nißmenau (Herrschaft Sorau, Vasallengut)
- Niewerle (Ritterschaft)
- Noßdorf (Herrschaft Forst, Kammergut)
- Ober Ullersdorf (Herrschaft Sorau, Vasallengut)
- Ögeln (Kloster Guben, danach Ritterschaft)
- Ossendorf (Stift Neuzelle)
- Ossig (Herrschaft Pförten, Vasallengut)
- Pförten (Herrschaft Pförten, Sitz der Herrschaft)
- Pieskow (Stift Neuzelle, Vasallengut, eines der drei Wasserdörfer)
- Pitschkau (Herrschaft Sorau, Vasallengut)
- Plesse (Ritterschaft)
- Pockuschel (1937 bis 1945 Rotfelde, Herrschaft Forst, Kammergut)
- Pohlitz (Stift Neuzelle)
- Pohlo (Salzamt Guben)
- Pohsen (Kloster Guben, dann Ritterschaft)
- Preschen (Herrschaft Forst, Vasallengut, später Kammergut)
- Rackowitz (Wüstung, bei Göhlen)
- Raden (Herrschaft Forst, Vasallengut, später Kammergut)
- Räschen (Herrschaft Pförten, Vasallengut)
- Ratzdorf (Stift Neuzelle)
- Raubarth (Ritterschaft)
- Reichenbach (Kloster Guben, danach Stadt Guben)
- Reichersdorf (Kloster Guben, dann Ritterschaft)
- Reinswalde (Herrschaft Sorau, Kammergut)
- Rießen (Stift Neuzelle)
- Rinkendorf (Herrschaft Sorau, Vasallengut)
- Rodstock (Herrschaft Sorau, Kammergut)
- Sablath (1937 bis 1945 Raudenberg, Herrschaft Sorau, Kammergut)
- Sachsdorf (Herrschaft Amtitz)
- Sadersdorf (Ordensamt Schenkendorf)
- Sacro (anteilig Herrschaft Forst, Kammergut, Herrschaft Pförten, Kammergut)
- Saude (Herrschaft Amtitz)
- Schenkendöbern (Ordensamt Schenkendorf, Vasallengut)
- Schenkendorf (Ordensamt Schenkendorf)
- Scheuno (Herrschaft Forst, Kammergut)
- Schiedlo (Wüstung, Stift Neuzelle)
- Schlaben (Stift Neuzelle)
- Schlagsdorf (Ordensamt Schenkendorf)
- Schniebinchen (Ritterschaft)
- Schönaich (Herrschaft Sorau)
- Schöneiche (Ritterschaft)
- Schönfließ (Stift Neuzelle)
- Schönwalde (Herrschaft Sorau, Kammergut)
- Schwerzko (Stift Neuzelle)
- Seebigau (Ritterschaft)
- Seifersdorf (Herrschaft Sorau, Kammergut) (existiert nicht mehr bzw. in Żary aufgegangen)
- Seitwann (Stift Neuzelle)
- Selessen (Wüstung zwischen Atterwasch und Bärenklau)
- Sembten (Ritterschaft)
- Smarso (von 1937 bis 1945 amtlich Rodetal (Niederlausitz), Herrschaft Forst, Vasallengut)
- Sorau (Sitz der Herrschaft Sorau)
- Speichrow (Stift Neuzelle, Vasallengut, eines der drei Wasserdörfer)
- Sprucke (Vorwerk, Stadt Guben)
- Stargardt (Herrschaft Amtitz)
- Starzeddel (Ritterschaft)
- Steinsdorf (Stift Neuzelle)
- Strega (Ritterschaft)
- Streichwitz (Stift Neuzelle)
- Syrau (Herrschaft Sorau, Kammergut)
- Taubendorf (Ordensamt Schenkendorf),
- Tauchel (Herrschaft Pförten, Vasallengut)
- Teichdorf (Herrschaft Sorau, Vasallengut)
- Teuplitz (Herrschaft Forst, Vasallengut, später Kammergut)
- Thurno (Herrschaft Pförten, Kammergut) (existiert nicht mehr)
- Tielitz (Herrschaft Sorau, Vasallengut)
- Trebitz (Stift Neuzelle, Vasallengut)
- Treppeln (Stift Neuzelle)
- Triebel (Sitz der Herrschaft Triebel, später mit Sorau vereinigt, dann Amt)
- Tzschacksdorf (bei Triebel, 1937 bis 1945 Schacksdorf, Herrschaft Triebel, Vasallengut)
- Tzschecheln (von 1937 bis 1945 Eichenrode, Herrschaft Sorau, Vasallengut)
- Tzscheeren (Ritterschaft)
- Tzschernowitz (1937 bis 1945 Schernewitz, Ritterschaft)
- Tzschernsdorf (seit 1937 Schernsdorf, Stift Neuzelle)
- Tzschiegern (1937 bis 1945 Schiegern, Ritterschaft)
- Ullersdorf (Stift Neuzelle, Vasallengut)
- Vettersfelde (Herrschaft Amtitz)
- Vogelsang (Stift Neuzelle)
- Wald (Herrschaft Amtitz)
- Wallwitz (Ritterschaft)
- Waltersdorf (Herrschaft Sorau, Vasallengut, später Kammergut)
- Weißagk (Herrschaft Forst, Vasallengut)
- Wellersdorf (Herrschaft Sorau, Vasallengut)
- Wellmitz (Stift Neuzelle)
- Weltho (Kloster Guben, dann Ritterschaft)
- Wiesenau (bis 1919 Krebsjauche, Stift Neuzelle)
- Wilschwitz (Ritterschaft)
- Wirchenblatt (Ritterschaft)
- Wirchenow (Wüstung, westlich Treppen am Wirchensee, Stift Neuzelle)
- Witzen (Herrschaft Sorau, Kammergut)
- Zauchel (Herrschaft Pförten, Vasallengut)
- Zedel (Herrschaft Sorau, Vasallengut)
- Zeisdorf (anteilig, Herrschaft Triebel, Kammergut, Herzogtum Sagan, Vasallengut)
- Zelz (Herrschaft Pförten, Vasallengut)
- Zeschau (Herrschaft Sorau, Vasallengut)
- Ziltendorf (Stift Neuzelle)
- Zschorno (Herrschaft Forst, Vasallengut)
- Zugkleibe (1937 bis 1945 Steinfelde, Herrschaft Sorau, Niederhospital in Sorau)
- Zwippendorf (Herrschaft Sorau, Vasallengut)

Innerhalb der Niederlausitz war der Gubenische Kreis mit Abstand der flächenmäßig größte und bevölkerungsreichste Kreis. Er umfasste den gesamten Ostteil der Niederlausitz. 1790 hatte der Gubenische Kreis bereits 59.377 Einwohner. Für 1809 gab Pölitz eine Einwohnerzahl von 72.000 für den Gubenischen Kreis an.
1816 wurde der Sorauer Kreis vom Gubenischen Kreis abgespalten, entsprechend wurde der (neue) Kreis Guben verkleinert. Exklaven des Gubenischen Kreises wurden den Kreisen, in deren Kreisgebiet sie lagen zugeordnet. Der neue Kreis Guben erhielt dafür einige Exklaven anderer Kreise, die in seinem Kreisgebiet lagen. Kreisstadt des nun stark verkleinerten Kreises blieb Guben.

## Landesälteste
Im Gubenischen und Luckauischen Kreis wurden zwei Landesälteste gewählt, einen aus dem Adel und einen aus dem Bürgertum der jeweiligen Kreisstädte Guben und Luckau.

### Adlige Landesälteste
im Wesentlichen nach Stahn
- bis 1637 Oelmann[8]
- 1637 bis 1639 Abt Bartholomäus vom Kloster Neuzelle[9]
- 1649/50 Sebastian Freiherr von Schönaich auf Amtitz
- 1649 bis 1659 (†) Georg von Wiedebach auf Beitzsch
- 1659 bis 7. August 1674 (†), Johann Christoph von Maxen, auf Jeßnitz
- 1675 bis 11. Juni 1684 (†) Johann Adolf von Dallwitz, auf Starzeddel
- 1685 bis 1701 (†) Johann Siegmund von Dallwitz auf Kohlo
- 1702 bis 16. Oktober 1713 (†) Johann Friedrich von Dallwitz, auf Dolzig
- 1714 bis 1. März 1728 Balthasar Abraham von Zeschau, auf Jessen
- 1728 bis 1736 (†) Friedrich Adolf von Berge, auf Reichersdorf
- 1736 bis 27. Januar 1743 (†) Georg Abraham von Zeschau, auf Drehne
- 1743 bis 21. Dezember 1767 (†) Gottlob Ernst von Berge, auf Reichersdorf und Groß-Kölzig
- 1768 bis 27. Januar 1783 (†) Johann Friedrich von Dallwitz, auf Doltzig
- 1784 bis 1789 Friedrich Gottlob von Wiedebach, zu Beitzsch
- 1789 bis 30. August 1796 (†) Johann Wolf von Dallwitz, zu Jeßnitz und Jaulitz
- 1797 bis 12. Februar 1811 (†) Ernst Erdmann Siegmund von Polenz, zu Sembten (1799) und Altwasser
- 1811 bis 1816 Hans Ernst Wilhelm Freiherr von Manteuffel, auf Tzschiegern, seit 1816 Preußischer Landrat[10]

### Bürgerliche Landesälteste der Stadt Guben
nach Stahn
- 1649 Daniel Kriegk
- 1650 Johannes Kühne, jun.
- 1651 Siegmund Neumann
- 1661 Johann Fran(c)k
- 1663 Christian Schelius
- 1664 Matthäus Gabelentz
- 1670 Johann Christian Lochmann
- 1678 bis 23. Februar 1681 (†) Michael Fielitz
- 1682 bis 3. August 1688 (†) Martin Brachmann
- 1689 bis 1692 Johann Philipp Lochmann
- 1692 bis 1705 Johann Christoph Kühn
- 1705 bis 1714 Johann Christoph Schmid
- 1714 bis 7. März 1727 (†) Johann George Bahrdt
- 1727 bis 30. Mai 1739 (†) Andreas Schmidt
- 1741 bis 23. Januar 1755 (†) Samuel Friedrich Lauriscus
- 1755 bis 11. November 1765 (†) Johann Jakob Schwartz
- 1766 bis 26. Oktober 1777 (†) Christian Gottfried Metius
- 1778 bis 3. April 1785 (†) Karl Ferdinand Richter
- 1785 bis 26. Mai 1793 (†) Roserus Samuel Kletzschke
- 1794 bis 30. Mai 1813 (†) Georg Gottlieb Buckatzsch
- 1814 bis (1816) Michael Friedrich Erdmann Heym,[12]

Justizrat

## Landesdeputierte
nach Stahn
- 1666 bis 1675 Johann Adolf von Dallwitz, zu Starzeddel
- 1675 bis 1679 Wolf Heinrich von Stutterheim,[14] auf Bärenklau, † 1686
- 1679 bis 1681 Friedrich Ehrenreich von Maxen, auf Jeßnitz
- 1681 bis 1692 (†) Abraham Seyfried von Rackel, auf Belkau
- 1692 bis 1694 Otto George von Wiedebach, auf Beitzsch
- 1694 bis 1702 Johann Friedrich von Dallwitz, auf Dolzig
- 1702 bis 1712 Johann Christian von Polenz, Tzschernowitz
- 1712 bis 1714 Balthasar Abraham von Zeschau, Jessen
- 1714 bis 1715 Adolf Isaak von Rackel, Belkau
- 1716 bis 1728 Friedrich Adolf von Berge, Reichersdorf
- 1728 bis 1736 George Abraham von Zeschau, auf Drehne
- 1736 bis 1743 Gottlob Ernst von Berge, Reichersdorf
- 1743 bis 1746 Johann Adolf von Zeschau, Drehne
- 1746 bis 1768 Johann Friedrich von Dallwitz, auf Dolzig
- 1768 bis 1778 Balthasar Gottlob Erdmann von Zeschau, auf Jessen und Jüritz
- 1778 bis 1783 Friedrich Gottlob von Wiedebach, zu Beitzsch
- 1783 bis 1789 Johann Wolff von Dallwitz, zu Jeßnitz und Jaulitz
- 1790 bis 1793 Vakanz, kein Landesdeputierter genannt
- 1793 bis 1797 Karl August von Kracht, zu Pohsen
- 1798 bis 1811 Hans Ernst Wilhelm Freiherr von Manteuffel, auf Zschiegern
- 1812 bis 1815 Friedrich Leopold Ludwig von Kleist, Zschernowitz